# Independence (Missouri)
Independence è un comune (city) degli Stati Uniti d'America e capoluogo della contea di Jackson nello Stato del Missouri. La popolazione era di 121 202 persone al censimento del 2022, il che la rende la quarta città più popolosa dello Stato e la duecentoventiquattresima città più popolosa degli Stati Uniti. Independence è una città satellite di Kansas City e fa parte dell'area metropolitana di Kansas City.
Independence è nota come "Queen City of the Trails" perché era un punto di partenza per il California Trail, Oregon Trail, e Santa Fe Trail. Independence è anche la città dove ha vissuto il presidente degli Stati Uniti Harry Truman; la Truman Presidential Library and Museum si trova in città, Truman e la sua first lady Bess Truman sono sepolti qui. La città è anche sede del Movimento dei Santi degli ultimi giorni, il Temple Lot di Joseph Smith del 1831 si trova qui, in città sono presenti anche altre chiese dei Santi degli ultimi giorni.

## Geografia fisica
Independence è situata a 39°04′47″N 94°24′24″W (39.079805, −94.406551).
Secondo lo United States Census Bureau, ha un'area totale di 78,25 miglia quadrate (202,67 km²).

## Società

### Etnie e minoranze straniere
Secondo il censimento del 2010, la composizione etnica della città era formata dall'85,7% di bianchi, il 5,6% di afroamericani, lo 0,6% di nativi americani, l'1,0% di asiatici, lo 0,7% di oceaniani, il 3,2% di altre etnie, e il 3,2% di due o più etnie. Ispanici o latinos di qualunque etnia erano il 7,7% della popolazione.